# 维克多·格兰茨出版社
维克多·格兰茨出版社是20世纪英国一家主要的出版社。它在1927年由维克多·格兰茨创立，一直致力于出版高质量的文学、报告文学和热门的小说作品，也包括科幻小说。